# Gifu (prefektura)
Gifu (japanski: kanji 岐阜県, romaji: Gifu-ken) je prefektura u današnjem Japanu. 
Nalazi se u središnjem dijelu otoka Honshūa. Nalazi se u chihō Chūbu.
Glavni je grad Gifu.
Organizirana je u 9 okruga i 42 općine. ISO kod za ovu pokrajinu je JP-21.
1. kolovoza 2011. u ovoj je prefekturi živjelo 2,074.158 stanovnika.
Simboli ove prefekture su cvijet Astragalus sinicus, drvo japanske tise (Taxus cuspidata), ptica (Lagopus muta) i riba ayu (Plecoglossus altivelis).